# Storhertigdömet Mecklenburg-Schwerin
Mecklenburg-Schwerin var ett storhertigdöme i det som idag utgör norra Tyskland och tillkom vid en delning av hertigdömet Mecklenburg. Det regerades av dynastin Nikloting eller Huset Mecklenburg, det var en ganska fattig stat vid Östersjöns litoral.
Efter att monarkierna föll 1918, som ett resultat av första världskriget, blev det Fristaten Mecklenburg-Schwerin. Den 1 januari 1934 förenades Mecklenburg-Schwerin med grannstaten Mecklenburg-Strelitz och bildade staten Mecklenburg (idag en del av förbundslandet Mecklenburg-Vorpommern).

## Geografi
Mecklenburg-Schwerin var till storleken den 7:e, till folkmängden den 9:e staten i Tyska riket. Den gränsade i norr till Östersjön, i öster till Pommern och Mecklenburg-Strelitz, i söder till Brandenburg och Hannover samt i väster till Schleswig-Holstein, det strelitzska furstendömet Ratzeburg och floden Trave.
Det omfattade hertigdömena Schwerin och Güstrow, distriktet Rostock, furstendömet Schwerin och herrskapet
Wismar jämte 3 små enklaver i Brandenburg och Mecklenburg-Strelitz. Inom dess gränser låg en till Preussen och två till Mecklenburg-Strelitz hörande enklaver.

## Samhälle och näringsliv
I Mecklenburg-Schwerin fortlevde fortfarande i början på 1900-talet det gamla feodalväsendet. Av jorden var 42 procent ett storhertigligt fideikommiss (domanium) och hela återstoden tillhör ridderskapet, enskilda stiftelser eller städerna. Några självägande bönder fanns inte. Bönderna var livegna till 1820, men livegenskapens upphävande innebar inga större förändringar i deras ställning. De blev istället arrendatorer under kronan eller under adeln. Sedan 1869 gjorde emellertid regeringen domanialarrendena ärftliga, men annars var arrenderätten mestadels inskränkt till arrendatorns livstid. Bönderna saknade alla kommunala och politiska rättigheter.
Huvudnäringen var jordbruk, som födde 45 procent av befolkningen. Jorden var fruktbar och väl odlad. I Mecklenburg-Schwerin var 1900 57,4 procent av ytan åker eller trädgård. Råg och havre var huvudprodukterna. Ängsområdet var relativt litet, vilket hämmade utvecklingen av boskapsskötseln. Svin- och fåraveln var dess viktigaste grenar.
Industrin sysselsatte sig huvudsakligen med förädling av jordbrukets alster, såsom kvarnar, sockerfabriker, brännerier, bryggerier, stärkelsefabriker, fruktkonserveringsanstalter o. d. Träindustrin hämtade mestadels sin råvara från Sverige. Av industri och hantverk levde 1907 27,3 procent av befolkningen, medan 11,9 procent hade sin utkomst av handel och samfärdsel. Exporten utgöres av jordbruksalster, medan industrialster, kolonialvaror, stenkol, trä m. m. var de viktigaste importvarorna.

## Förvaltning och politik

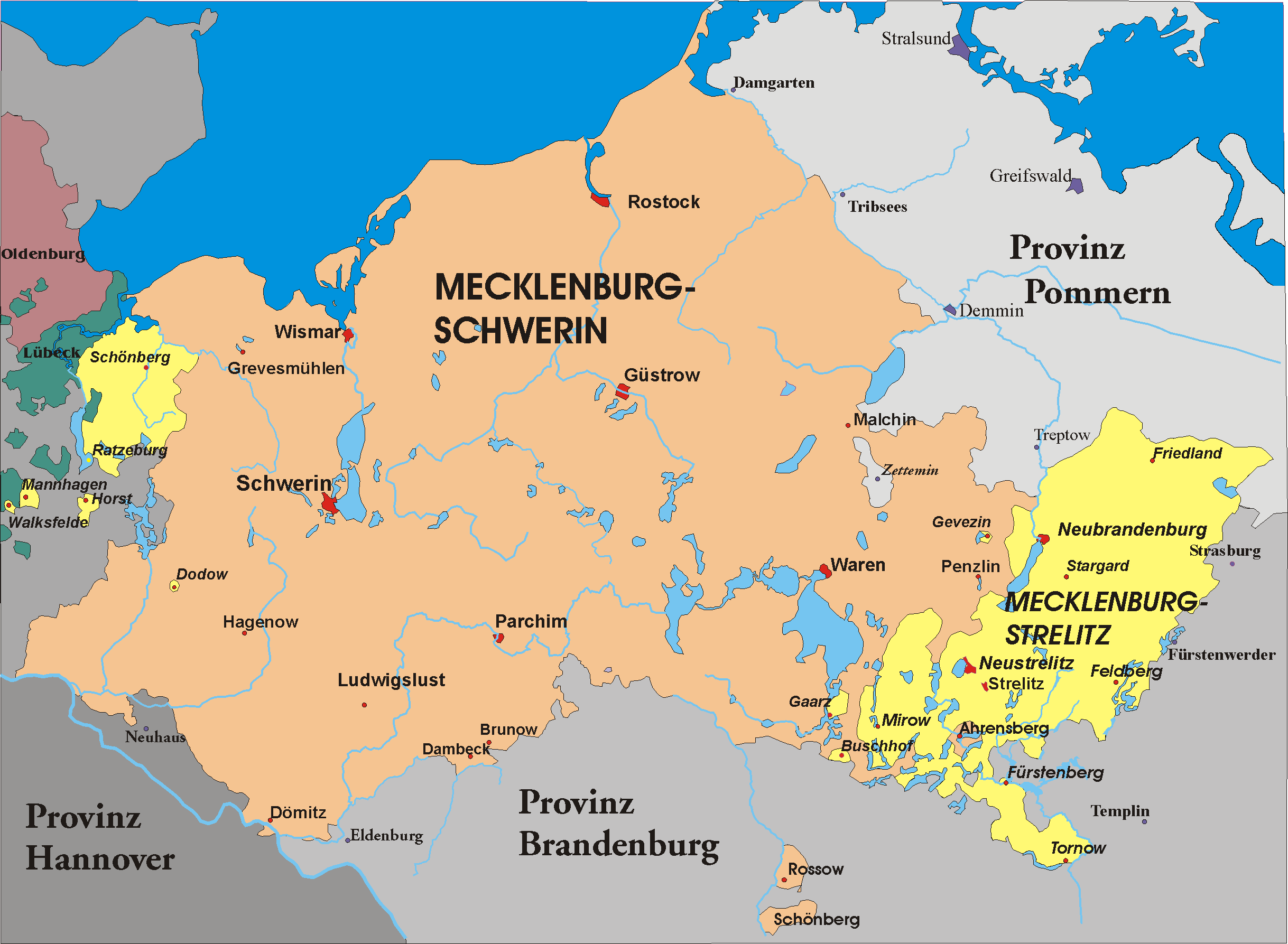
Karta över Mecklenburg-Schwerin.

Mecklenburg-Schwerins politiska system var nära sammanflätat med Mecklenburg-Strelitz. Båda storhertigdömena var inskränkta monarkier, ärftliga på manssidan. De regerande familjerna var nära besläktade och ägde ömsesidiga successionsrättigheter. Skulle båda grenarna dö ut, övergick deras besittningar till Preussen.
Konstitutionen, som var gemensam för de båda storhertigdömena, uppvisade få drag av dåtidens politikens liberala tendenser. Den grundade sig på den överenskommelse, som hertigen av Mecklenburg-Schwerin 1755
träffade med sina ständer och som samma år biträddes av Mecklenburg-Strelitz. Båda storhertigdömenas ständer bildade sedan 1528 en gemensam korporation, kallad
Landesunion, som består av Ritterschaft, till vilket hörde alla ägare (nära 800) av riddargods, samt Landschaft, som omfattade representanter
(borgmästaren) för 50 städers magistrat.
Såväl Ritter- som Landschaft, vilka samlades på en kammare och rösta per capita, var fördelade efter kretsar: den mecklenburgska, den vendiska och den stargardska. Furstendömet Ratzeburg samt staden Neustrelitz var inte representerade på lantdagen, utan styras direkt av de respektive storhertigarna. Det förra har sedan 1869 egen representation (21 medl.),
som dock trädde i verksamhet först 1906.
Landesunion sammanträdde varje höst, omväxlande i Sternberg och Malchin. Mellan sina sessioner representerades den i Rostock av ett utskott på nio medlemmar. Från lantdagarna skall skiljas de s. k. konvokations- och deputationsdagarna, av vilka de förra var sammankomster av ständer från ena eller andra storhertigdömet för behandling av viktiga enskilda angelägenheter, som fordrade skyndsam behandling, de senare var ombud för ständerna, vilka utan furstlig kallelse kunde samlas till allmänna landskonvent eller särskilda krets- och amtskonvent för att behandla mera privata angelägenheter.
Lokalförvaltningen utövades på det furstliga domanium av ämbetsverk, som kallas domanialämter (23 i Mecklenburg-Schwerin), på ridderskapets gods av ägarna. Dessa måste dock för vissa viktigare frågor låta representera sig genom av dem själva utsedda s. k. polizeiämter (47 i Mecklenburg-Schwerin). I städerna motsvarades dessa av magistratskollegium, vars medlemmar i Rostock och Wismar valdes av borgarna, men i de flesta andra städer utsågs av regeringen.
I städerna fanns en kommunal representation, Bürgerrepresentation
(i Rostock Hundertmänner). På landsbygden däremot förekom endast på domanialområdet ett slags nyinrättad kommunalförfattning
(Dorfgemeinde), men inte på ridderskapets gods. Den högsta centrala förvaltningen utövades i Mecklenburg-Schwerin av fyra ministerier, vilkas chefer bildade ett statsministerium.
Ministrarna var endast ansvariga inför storhertigen. Rättskipningen handhades i Mecklenburg-Schwerin av 43 amtsdomstolar, 3
appellationsdomstolar (Landgerichte, i Güstrow, Rostock och Schwerin) och en Oberlandesgericht
i Rostock, vilken även var högsta instans för Mecklenburg-Strelitz.

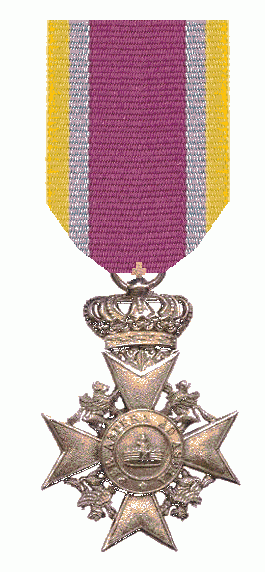
Vendiska kronans silverkors.

I Mecklenburg-Schwerin fanns tre från varandra oavhängiga finansförvaltningar med egna stater, nämligen 1) landsherrens, 2) en för landsherren och ständerna gemensam samt 3) en enbart för ständerna avsedd. Inkomsterna under den första rubriken härröra från domanium, ord. skatter samt särskilda bidrag för vissa ändamål och uppgick 1910-11
till 21 549 000 mark. Med denna summa bestreds de egentliga statsutgifterna jämte matrikularbidraget till rikskassan (2 204 907 mk 1911-12). Till den andra finansförvaltningen inflöt de extraordniära kontributionerna, stämpel-, arvs- och fideikommisskatter m. m.,
inalles 6,3 miljoner mark (1910-11); och från den utgå medel till statsskuldens förräntande, till polis-
och justitieväsendet, till jordbrukets förkovran och några andra förvaltningsgrenar. För den tredje finansförvaltningen offentliggjordes inga inkomster och utgifter, men de var obetydliga. Statsskulden uppgick 1911 till 134,6 miljoner mark.
Till följd av de stora inkomsterna av domanium hörde storhertigarna, särskilt storhertigen av Mecklenburg-Schwerin, till Europas rikaste furstar.
I Tyska förbundsrådet
hade Mecklenburg-Schwerin 2 röster och sände 6 ledamöter till tyska riksdagen.
Storhertigdömena uppsatte 3 bataljoner grenadjärer, ett regemente fusiljärer, en bataljon jägare, 2 dragonregementen, ett regemente och ett batteri fältartilleri, vilka hörde till 17:e divisionen och 9:e armékåren, utom jägarbataljonen,
som hörde till 14:e armékåren.

Mecklenburgs traditionella vapensköld med den typiska tjuren.

Båda storherrarna hade samma titel, och även deras vapen, ett framåtvänt svart krönt oxhuvud med silverhorn och silvernosring i guldfält, var gemensamt. 1864 stiftades en gemensam orden: Vendernas krona, och 1884 stiftade storhertigen av Mecklenburg-Schwerin en griporden.
Residensstäder var Schwerin och Ludwigslust.

## Hertigar av Mecklenburg-Schwerin,1352-1815
- Albrekt II 1352-1379- son till Henrik II
- Henrik III 1379-1383 - son till Albrekt II
- Albrekt III 1379-1412 - son till Albrecht II
- Magnus I 1379-1385 - son till Albrekt II
- Albrekt IV 1383-1388 - son till Henrik III
- Johan IV 1385-1422 - son till Magnus I
- Ulrik I 1388-1397 - son till Albrekt III
- Albrekt V 1417-1423 - son till Albrekt III
- Henrik IV 1423-1477 - son till Johan IV
- Johan V 1423-1442 - son till Johan IV
- Johan VI 1464-1474 - son till Henrik IV
- Albrekt VI 1464-1483 - son till Henrik IV
- Magnus II 1474-1503 - son till Henrik IV
- Balthasar 1477-1507 - son till Henrik IV
- Henrik V 1503-1552 - son till Magnus II
- Ulrik II 1503-1508 - son till Magnus II
- Albrekt VII 1503-1547 - son till Magnus II
- Johan Albrekt I 1547-1576 - son till Albert VII
- Ulrik III 1555-1603 - son till Albrekt VII
- Johan VII 1576-1592 - son till Johan Albrekt I
- Adolf Fredrik I 1592-1628 - son till Johan VII
- Johan Albrekt II 1592-1621 - son till Johan VII
- Albrecht von Wallenstein 1628-1631
- Adolf Fredrik I (återinsatt) 1631-1658
- Kristian Ludvig I 1658-1692
- Fredrik Vilhelm 1692-1713
- Karl Leopold 1713-1747
- Kristian Ludvig II 1747-1756
- Fredrik II 1756-1785
- Fredrik Frans I 1785-1815

## Storhertigar av Mecklenburg-Schwerin,1815-1918
- Fredrik Frans I 1815-1837
- Paul Fredrik 1837-1842
- Fredrik Frans II 1842-1883
- Fredrik Frans III 1883-1897
- Fredrik Frans IV 1897-1918
  - Johan Albrekt av Mecklenburg-Schwerin, var Regent (1897-1901)

### Överhuvud för Huset Mecklenburg-Schwerin, efter monarkins fall
- Fredrik Frans IV 1918-1945
- Arvstorhertig Fredrik Frans (V) 1945-2001

## Regeringschefer för Mecklenburg-Schwerin, 1850-1918
- Hans Adolf Karl Graf von Bülow 1850-1858
- Jasper Joachin Bernhard Wilhelm von Oertzen 1858-1869
- Henning Carl Friedrich Graf von Bassewitz 1869-1885
- Alexander Friedrich Wilhelm von Bülow 1886-1901
- Karl Heinrich Ludwig Graf von Bassewitz-Levetzow 1901-1914
- Adolf Ferdinand Helmut August Wilhelm Langfeld 1914-1918